# Dvoriščno okno
Dvoriščno okno (angleško Rear Window) je ameriški misteriozni triler iz leta 1954, ki ga je režiral in produciral Alfred Hitchcock. Scenarij je napisal John Michael Hayes po kratki zgodbi It Had to Be Murder Cornella Woolricha Iz leta 1942. Prvotni ditributer filma je Paramount Pictures, v glavnih vlogah so nastopili James Stewart, Grace Kelly, Wendell Corey, Thelma Ritter in Raymond Burr. Prikazan je bil na Beneškem filmskem festivalu leta 1954.
Mnogi filmski kritiki in učenjaki ga označujejo za Hitchcockov najboljši film in ga uvrščajo med najboljše filme vseh časov. Prejel je štiri nominacije za oskarja in bil uvrščen na 42. oz. 48. mesto na lestvici stotih najboljših ameriških filmov AFI's 100 Years...100 Movies. Leta 1997 ga je ameriška Kongresna knjižnica izbrala za ohranitev v okviru Narodnega filmskega registra zaradi njegove »kulturne, zgodovinske ali estetske vrednosti«.

## Vloge
- James Stewart kot L. B. »Jeff« Jefferies
- Grace Kelly kot Lisa Carol Fremont
- Wendell Corey kot det. Thomas »Tom« J. Doyle
- Thelma Ritter kot Stella
- Raymond Burr kot Lars Thorwald
- Judith Evelyn kot g. Lonelyhearts
- Ross Bagdasarian kot besedilopisec
- Georgine Darcy kot ga. Torso
- Frank Cady in Sara Berner kot mož in žena s psom
- Jesslyn Fax kot gospa s slušnim aparatom[4]
- Rand Harper in Havis Davenport kot mladoporočenca[4]
- Irene Winston kot ga. Anna Thorwald[4]